# Скручена подовжена чотирикутна біпіраміда
Скру́чена подо́вжена чотирику́тна біпірамі́да — один із многогранників Джонсона (J17, за Залгаллером — М2+А4+М2), дельтаедр.
Складена з 16 правильних трикутників; має 24 ребра однакової довжини та 10 вершин. У 2 вершинах сходяться по чотири грані, в решті 8 (розташованих як вершини правильної чотирикутної антипризми) — по п'ять граней.
Скручену подовжену чотирикутну біпіраміду можна отримати з двох квадратних пірамід (J1) і правильної чотирикутної антипризми, всі ребра у яких однакової довжини, приклавши основи пірамід до основ антипризми.

## Метричні характеристики
Якщо скручена подовжена чотирикутна біпіраміда має ребро довжини {\displaystyle a}, її площа поверхні виражається як
{\displaystyle S=4{\sqrt {3}}\;a^{2}\approx 6{,}9282032a^{2},}
а об'єм
{\displaystyle V={\frac {1}{3}}\left({\sqrt {2}}+{\sqrt {4+3{\sqrt {2}}}}\right)a^{3}\approx 1{,}4284045a^{3}.}

## У координатах
Скручену подовжену чотирикутну біпіраміду з довжиною ребра {\displaystyle 2} можна розташувати в декартовій системі координат так, щоб її вершини мали координати
- {\displaystyle \left(0;\;0;\;\pm \left({\sqrt {2}}+{\frac {1}{\sqrt[{4}]{2}}}\right)\right),}
- {\displaystyle \left(\pm 1;\;\pm 1;\;{\frac {1}{\sqrt[{4}]{2}}}\right),}
- {\displaystyle \left(\pm {\sqrt {2}};\;0;\;-{\frac {1}{\sqrt[{4}]{2}}}\right),}
- {\displaystyle \left(0;\;\pm {\sqrt {2}};\;-{\frac {1}{\sqrt[{4}]{2}}}\right).}

При цьому вісь симетрії многогранника збігтиметься з віссю Oz, а дві з чотирьох площин симетрії — з площинами xOz та yOz.